# It Just Gets Worse
| Оценки критиков | Оценки критиков |
| Источник        | Оценка          |
| --------------- | --------------- |
| Allmusic        | [ 1 ]           |

It Just Gets Worse (с англ. — «Это становится хуже») — шестой полноформатный студийный альбом грайндкор-группы Anal Cunt, выпущен в 1999 году на лейбле Earache Records.

## Тематика альбома
Песни в альбоме крайне жестоки, поднимается тема мизогинии («Women — Nature’s Punching Bag»), а также тема второй мировой войны («I Sent Concentration Camp Footage To America’s Funniest Home Videos», «Hitler Was A Sensitive Man».)
Не обошлось и без оскорбления знаменитостей в песне «Easy E. Got A.I.D.S. From F. Mercury» (Eazy-E получил СПИД от Фредди Меркьюри).
В песне «Tim Is Gay» речь идёт о бывшем барабанщике Anal Cunt, Тиме Морсе.

## Об альбоме
It Just Gets Worse был записан в период с августа 1998 года и августе 1999 года, хотя большая его часть была записана после турне группы в Японии. Гитары и барабаны были записаны на 4 дорожках, вокальные партии были записаны в студии PA, где вокалист Сет Путнам смикшировал записи. Альбом был выпущен после 1999 во время европейского тура Anal Cunt с группой Flächenbrand и стал последним из альбомов группы, выпущенных на Earache.

## Список композиций
1. «I Became a Counselor So I Could Tell Rape Victims They Asked for It» — 0:43
2. «Easy E Got AIDS from Freddie Mercury» — 0:42
3. «I Like Drugs and Child Abuse» — 0:22
4. «Laughing While Leonard Peltier Gets Raped in Prison» — 0:41
5. «I Convinced You to Beat Your Wife on a Daily Basis» — 0:51
6. «I Sent Concentration Camp Footage to America's Funniest Home Videos» — 0:34
7. «Rancid Sucks (And The Clash Sucked Too)» — 0:40
8. «I Paid J. Howell to Rape You» — 1:44
9. «I Pushed Your Wife in Front of the Subway» — 0:46
10. «Extreme Noise Terror Are Afraid of Us» — 0:29
11. «You Rollerblading Faggot» — 0:31
12. «I Sent a Thank You Card to the Guy Who Raped You» — 0:29
13. «I Lit Your Baby on Fire» — 1:56
14. «Body by Auschwitz» — 1:02
15. «I Intentionally Ran Over Your Dog» — 0:30
16. «Sweatshops Are Cool» — 0:47
17. «Women: Nature’s Punching Bag» — 0:57
18. «I Snuck a Retard into a Sperm Bank» — 0:30
19. «Your Kid Committed Suicide Because You Suck» — 1:02
20. «I Ate Your Horse» — 0:50
21. «Hitler Was a Sensitive Man» — 0:49
22. «You Robbed a Sperm Bank Because You’re a Cum Guzzling Fag» — 0:28
23. «I Made Your Kid Get AIDS So You Could Watch It Die» — 0:53
24. «I Fucked Your Wife» — 0:40
25. «Into the Oven» — 1:42
26. «I Gave NAMBLA Pictures of Your Kid» — 0:52
27. «The Only Reason Men Talk to You Is Because They Want to Get Laid, You Stupid Fucking Cunt» — 1:02
28. «I Made Fun of You Because Your Kid Just Died» — 0:28
29. «Domestic Violence Is Really, Really, Really Funny» — 0:42
30. «Dictators Are Cool» — 0:35
31. «Deadbeat Dads Are Cool» — 0:43
32. «I’m Really Excited About the Upcoming David Buskin Concert» — 0:45
33. «Being Ignorant Is Awesome» — 1:03
34. «You’re Pregnant, So I Kicked You in the Stomach» — 0:28
35. «Chris Barnes Is a Pussy» — 1:04
36. «Tim Is Gay» — 1:30
37. «BT/A.C.» — 0:41
38. «I Sold Your Dog to a Chinese Restaurant» — 0:49
39. «I Got an Office Job for the Sole Purpose of Sexually Harassing Women» — 0:58

## Песни
«Your Kid Committed Suicide Because You Suck» (с англ. — «Ваш малыш покончил с собой потому,что вы сосете») изначально называлась «Connor Clapton Committed Suicide Because His Father Sucks» (с англ. — «Коннор Клэптон покончил с собой потому, что его отец сосет»), но была переименована по цензурным соображениям.
Песня «Chris Barnes Is a Pussy» основана на инциденте, когда Путнам напал на роуди группы Six Feet Under, а вокалист группы Крис Барнс после драки с фронтменом убежал в автобус.

## Участники записи
- Сет Путнам — вокал
- Джош Мартин — гитара
- Наэт Линахэн — ударные, бэк-вокал (39)

### Приглашённые участники
- Choke (Slapshot) — бэк-вокал (1-3, 5, 7, 8, 9, 13, 16, 18, 19, 21-24, 26-29, 31, 34, 36)
- Гестапо Anal Cunt — бэк-вокал (5, 21, 35, 36)
- Билл Т.Миллер — бэк-вокал
- Шон Линахэн — обложка